# Roberto Chery
Roberto Chery (16 lutego 1896 – 30 maja 1919) – piłkarz urugwajski noszący przydomek Poeta, bramkarz.
Chery rozpoczął karierę w 1915 roku w klubie CA Peñarol, w którego pierwszej drużynie zadebiutował 26 listopada 1916. Dwa lata później zdobył mistrzostwo Urugwaju.
Jako piłkarz klubu Peñarol wziął udział w turnieju Copa América 1919, gdzie Urugwaj został wicemistrzem Ameryki Południowej. Chery zagrał tylko w meczu z Chile, który odbył się 17 maja w Rio de Janeiro na Estádio das Laranjeiras. Był to jego reprezentacyjny debiut. Jedna z jego interwencji okazała się tragiczna w skutkach – Chery uderzył głową w słupek. Uderzenie było tak silne, że natychmiast stracił przytomność. W szpitalu odwiedzany był nie tylko przez kolegów z drużyny, ale także przez pozostałych uczestników turnieju. Ponieważ lekarze nie dali rady, Chery po dwóch tygodniach pobytu w szpitalu zmarł 30 maja 1919 w wieku 23 lat. W pozostałych meczach bramki Urugwaju bronił podstawowy bramkarz reprezentacji - Cayetano Saporiti.
Dla uczczenia pamięci zmarłego bramkarza-poety Brazylia i Argentyna rozegrały 1 czerwca mecz na tym samym boisku, na którym zdarzył się nieszczęśliwy wypadek – Brazylia wystąpiła w barwach klubu Chery'ego, czyli Peñarolu, a Argentyna w barwach reprezentacji Urugwaju. Obie drużyny ufundowały puchar imienia Roberto Chery (Copa Roberto Chery), który uroczyście przekazano do honorowych zbiorów klubu Peñarol.
Tragiczna śmierć bramkarza podczas turnieju o mistrzostwo Ameryki Południowej zrobiła tak ogromne wrażenie, że w Urugwaju doszło nawet do powstania klubu o nazwie upamiętniającej zmarłego – Roberto Chery Montevideo.
Chery był dobrym i inteligentnym bramkarzem, choć trochę nerwowym. Wykazywał wielkie uzdolnienia literackie. Ponieważ swoje wiersze czytywał na głos swoim przyjaciołom oraz kolegom z drużyny, zyskał sobie przydomek Poeta.